# Leptochilus andalusicus
Leptochilus andalusicus är en stekelart som beskrevs av Blüthgen 1953. Leptochilus andalusicus ingår i släktet Leptochilus och familjen Eumenidae. Inga underarter finns listade i Catalogue of Life.